# Рохтак
Ро́хтак (хинди रोहतक, англ. Rohtak) — город в индийском штате Харьяна. Административный центр округа Рохтак. Является частью Национального столичного региона.

## География
Расположен в 70 км к северо-западу от Дели и в 250 км к югу от Чандигарха, на высоте 213 м над уровнем моря.

## Население
По данным переписи 2001 года, население города насчитывало 286 773 человека. Доля мужчин — 54 %, женщин — 46 %. Уровень грамотности — 72 % (77 % мужчин и 67 % женщин), что выше среднего по стране показателя 59,5 %. Доля детей в возрасте до 6 лет — 12 %.
По данным переписи 2011 года население Рохтака составляет 373 133 человека. Уровень грамотности — 84,08 %. Дол детей в возрасте младше 6 лет — 10,9 %.

## Известные уроженцы, жители
Агарвала, Адиш — юрист, писатель и общественный деятель.

## Транспорт
Через Рохтак проходит национальное шоссе № 10, которое соединяет город с Дели. Имеется железнодорожное сообщение (Горакхдхам Экспресс).